# 2884 Reddish
2884 Reddish eller 1981 ES22 är en asteroid i huvudbältet som upptäcktes den 2 mars 1981 av den amerikanska astronomen Schelte J. Bus vid Siding Spring-observatoriet. Den är uppkallad efter astronomen Vincent Cartledge Reddish.
Den tillhör asteroidgruppen Themis.